# Лидо ди Фермо (Фермо)
Лидо ди Фермо (итал. Lido di Fermo) насеље је у Италији у округу Фермо, региону Марке.
Према процени из 2011. у насељу је живело 3352 становника. Насеље се налази на надморској висини од 2 м.